# Вацик Теодор Якимович
Теодор Якимович Вацик (11 квітня 1886, м. Тернопіль, Україна —  22 червня 1968, м. Платтінг, Німеччина) — український живописець. Брат Михайла Вацика. 

## Життєпис
Теодор Вацик народився 11 квітня 1886 року в місті Тернопіль у сім'ї міщан.

Закінчив гімназію. Нині при гімназії діє учнівський пошуковий центр, члени якого займаються дослідженням життя і творчості мистця, листуються з родичами автора, які живуть у Вінницькій області. У 1904 році мистець вступив до Краківської академії красних мистецтв, учився в Юліана Панькевича. Ще студентом неодноразово брав участь у виставках, його роботи відзначались як кращі твори експозицій. Продовжував студії у Відні, згодом у Мюнхені в майстерні знаменитого художника Йосифа Брандта, далі — навчання у Венеції. Перша світова війна внесла свої корективи. У чині австрійського старшини Теодор Вацик воював на італійському фронті. Вступив до лав Української Галицької Армії, в її складі дійшов до Одеси. Після війни жив в Італії, згодом вертається в Україну, живе на Закарпатті. Викладацьку роботу поєднує з творчістю, переважно працює в іконописі.
У кінці 30-х — на початку 40-х років Теодор Вацик захоплювався портретом, малював близьких йому людей, прагнув передати як зовніш-ню подібність, так і психологічний стан. Характерним у цьому плані є «Портрет брата». Творчий шлях Теодора Вацика переривали дві війни. Багато творів митця пропало безслідно. Однак частина мистецької спадщини художника все ж таки збереглася. У творчому доробкові Теодора Вацика — краєвиди рідної землі, сюжетні композиції, натюрморти, рисунки. Його картини зберігаються у музеях Праги, Мюнхена, Львова, Тернополя. Перша посмертна виставка експонувалася у вересні — жовтні 1974 року в Нью-Йорку та Філадельфії.
У 1942 році емігрував до Німеччини, де і помер 22 червня 1968 року в Платтінгу. На долю Теодора Вацика випало дві війни, частина творчої спадщини зникла, решта розпорошена по музеях та приватних колекціях. Досі не видано жодної монографії про мистця, потребують глибшого дослідження життєвий і творчий шлях цього незаперечно визначного художника.

## Перші роботи
Ще з дитинства Теодор Якимович відкрив для себе правзори ікони. Ще хлопчиком намалював свою першу ікону «Матір Божа».

## Творчий доробок
- «Матір Божа»
- «Автопортрет» (1909)
- «Письменник М. Яцків» (1911)
- «Стара жінка»
- «Жінка з книжкою»
- «Молода жінка»,
- «Дружина мистця біля вікна»
- «Дівчинка»
- «Бабуся в хаті» (усі — 1911–14)
- «Поет В. Пачовський» (1926)
- «У саду»
- «Діти у вікні»
- «За шахами»
- «Гірський краєвид із тополями»
- «Гірський краєвид улітку»
- «Церква в Торках»
- серія етюдів тірол. замків, рисунків пером і тушшю
- іконописець (церква Святого Архистратига Михаїла (м-чко Товсте)